# Kalibar
 Ovo je glavno značenje pojma Kalibar. Za druga značenja pogledajte Kalibar (razdvojba).
Kalibar služi za opis veličine otvora cijevi vatrenog oružja i veličinu streljiva dizajniranih za različite cijevi. Nema standardnog pojma za kalibar. Obično označava unutrašnji promjer, odnosno udaljenost dva nasuprotna brijega u cijevi oružja i prikazuje se u milimetrima i stotim dijelovima inča. Mjerenje kalibra cijevi razlikuje se u SAD-u i u ostatku svijeta. 
U topništvu kalibar oružja se najčešće označava u milimetrima, pa se govori npr. o haubicama kalibra 152 mm, minobacačima kalibra 120 mm, i slično. Bitno je napomenuti da se na topovima kalibar koristi i za mjerenje dužine cijevi oružja. Efektivna dužina cijevi (od glave cilindra do otvora) dijeli se iznosom promjera cijevi i tako se dobiva vrijednost. Kao primjer, glavni top na bojnom brodu klase Iowa kalibra je 16"/50. To znači da promjer cijevi iznosi 16 inča, a cijev je duga 800 inča (16 x 50 = 800). Ponekad se za ovu drugu brojku koristi predmetak L/, pa je tako npr. najčešći top kod tenkova Panzer V označen kao "75 mm L/70", što znači da je cijev 75 mm u promjeru, i dužine 5250 mm.